# Otto Ernst Lubitz
Otto Ernst Lubitz (* 23. Juni 1896 in Berlin; † 30. April 1943 ebenda) war ein deutscher Filmproduzent und Drehbuchautor.

## Leben
Der gelernte Bankkaufmann stand seit 1924 in den Diensten des Films und wurde im Mai 1932 Filmproduktionsleiter für die Atalanta und die Bavaria Film. 1937 wechselte er zur Imagoton-Film und 1938 zur Itala-Film.
1941 gründete er seine eigene Produktionsfirma Lubitz-Film, die jedoch nach dem einzigen Werk So ein Früchtchen in die Berlin-Film eingegliedert wurde. Für die Berlin-Film arbeitete er bis zu seinem Tod als Herstellungsgruppenleiter.

## Filmografie (als Produzent oder Produktionsleiter)
| - 1933: Eine Frau wie Du - 1933: Roman einer Nacht - 1934: Das Erbe in Pretoria - 1934: Peer Gynt - 1934: Liebe dumme Mama - 1934: Der Flüchtling aus Chicago - 1935: Der Kampf mit dem Drachen - 1935: Ein ganzer Kerl - 1935: Der Gefangene des Königs - 1935: Henker, Frauen und Soldaten - 1936: Der ahnungslose Engel - 1935: Die große und die kleine Welt - 1936: Du kannst nicht treu sein | - 1936: Die Drei um Christine - 1936: Straßenmusik - 1937: Die gläserne Kugel - 1937: Der Mustergatte - 1937: Die Fledermaus - 1938: Dir gehört mein Herz (auch Co-Drehbuch) - 1938: Unsere kleine Frau (auch Co-Drehbuch) - 1938: Mia moglie si diverte (nur Co-Drehbuch) - 1939: Marionette (auch Co-Drehbuch) - 1939: Der singende Tor - 1940: Traummusik - 1942: Stimme des Herzens - 1943: Wildvogel |